# Anthaxia carbonaria
Anthaxia carbonaria es una especie de escarabajo del género Anthaxia, familia Buprestidae. Fue descrita científicamente por Heyden & Heyden en 1865.